# Inoue Enryō
Inoue Enryō est un nom japonais traditionnel ; le nom de famille (ou le nom d'école), Inoue, précède donc le prénom (ou le nom d'artiste) Enryō.
Inoue Enryō (井上円了) (né le 18 mars 1858, mort le 6 juin 1919) est un philosophe, pédagogue et penseur bouddhique japonais, spécialiste des religions et des phénomènes étranges.

## Biographie
Né dans le fief de Nagaoka (actuel département de Niigata), dans un temple de la secte Ōtani, une branche de l'École véritable de la Terre pure. Son père est un moine bouddhique. En 1877, il entre à l’École des maîtres du temple Higashi Hongan-ji (Kyōto). Repéré pour ses qualités, il est soutenu pour préparer le concours d’entrée à l’université de Tokyo. Une fois admis, il s’inscrit dans le Département de philosophie et en sort diplômé en 1885. Il y acquiert aussi une bonne maîtrise de l'anglais.
En 1887, il fonde au sein du Rinshōin, un temple zen de Tōkyō, la Maison de la philosophie (Tetsugakukan) qui prend le statut d'université en 1904. En 1906, Inoue abandonne la présidence de l'établissement qu'il a fondé à la suite d'un conflit avec l'État à propos des modalités de certification des étudiants se destinant à l'enseignement. Dans la foulée, la Maison de la philosophie devient l'université Tōyō, un établissement privé dont l’objectif est la formation spirituelle des élites nationales.
Porté par sa foi, Inoue multiplie les conférences en province (3857 conférences entre 1909 et 1919) et continue les déplacements à l'étranger. Au total, il a effectué trois fois le tour du monde, la première fois en 1888-1889, la seconde en 1902-1903, et la troisième en 1911-1912.
En route pour l'Inde, Inoue décède à Dalian (Mandchourie) en 1919 des suites d'un accident vasculaire cérébral survenu au cours d'une conférence.

## Pensée
Inoue commence à écrire autour de 1885. Auteur prolifique, il mène au cours de sa vie deux grands projets intellectuels. Le premier, qu’il débute à la sortie de l’université et qu’il poursuit jusqu’en 1900 environ, est une entreprise de comparaison des religions du monde, du point de vue de la morale et des idéaux. Cette comparaison l’amène à professer la supériorité du bouddhisme, à la condition que le bouddhisme se débarrasse des croyances populaires qui en obstruent la compréhension. La pensée d’Inoue évoque une forme de bouddhisme kantien. 
Parallèlement, Inoue entreprend de recenser tous les phénomènes irrationnels (superstitions, illusions, rêves, etc.) et de les expliquer de façon scientifique (sur ce dernier thème, Inoue aurait dans une certaine mesure influencé la pensée de Sōetsu Yanagi, participant actif à la publication de la revue Shirakaba et plus tard du mouvement des Arts populaires dit « Mingei »). En 1886, il fonde, sur le modèle de la Society for Psychical Research de Londres, la Société d’études des mystères (Fushigi kenkyūkai). Il collabore sur ce projet avec des intellectuels et scientifiques majeurs de l’époque, comme le philosophe Miyake Yūjirō, l’écrivain Tsubouchi Shōyō ou l’anthropologue Tsuboi Shōgorō.
Inoue, qui désignait en japonais les phénomènes étranges sous le nom de yōkai, a multiplié les publications et les conférences sur ce thème à destination du grand public. Alors que les premiers gouvernements de Meiji tentaient d’éradiquer le bouddhisme au profit du shintō devenu une forme de religion d’État, Inoue Enryō a défendu l’idée d’une convergence entre l’idéal bouddhique et le système impérial. Il crée en 1886 la Grande union pour la vénération de l’Empereur et la dévotion au Bouddha (Sonnō hōbutsu daidōdan), dont les actions eurent un retentissement national. Comme on peut lire dans le Mercure de France en 1907, « tous ses projets s’inspirent de cette idée patriotique que la renaissance du bouddhisme japonais assurera l’hégémonie du Japon sur toute l’Asie orientale ». Inoue s'est cependant opposé à plusieurs reprises au pouvoir et a toujours refusé les honneurs officiels.